# Zhuang de Liujiang
Pour les articles homonymes, voir Zhuang.
Le zhuang de Liujiang est une langue taï-kadaï, de la branche taï, parlée en Chine, dans la province autonome zhuang du Guangxi par une partie des Zhuang.

## Localisation géographique
Le zhuang de Liujiang est parlé dans le Guangxi, dans le district de Liujiang et celui de Liucheng rattachés à la ville-préfecture de Liuzhou, dans le xian de Liucheng, situé dans la ville-préfecture de Laibin, ainsi que dans le nord de Laibin, plus précisément les régions situées au nord de la rivière Hongshui, et dans le territoire de la ville de Yizhou, qui dépend de Hechi.

## Classification interne
Le zhuang de Liujiang est un des parlers zhuang du Nord. Cela le rattache aux langues taï du Nord, un des groupes des langues taï, qui font partie de la famille de langues taï-kadaï.

## Sources
- (en) Zhang Yuansheng, Wei Xingyun, 1997, Regional Variations and Vernaculars in Zhuang, dans Jerold A. Edmondson, David B. Solnit (éditeurs), Comparative Kadai. The Tai Branch, pp. 77–95, SIL International and the University of Texas at Arlington Publications in Linguistics, vol. 124, Arlington, Summer Institute of Linguistics et The University of Texas at Arlington  (ISBN 1-55671-005-4)
- (en + zh) Sumittra Suraratdecha, Jerold A. Edmondson, Somsonge Burusphat, Qin Xiaohang, 2006, Northern Zhuang-Chinese-Thai-English Dictionary, Sayala, Institute of Language and Culture for Rural Development, Mahidol University  (ISBN 978-974-11-0687-5)